# Muzeum Mayer van den Bergh
Muzeum Mayer van den Bergh (Musée Mayer van den Bergh) je původem privátní muzeum umění v Antverpách, které vystavuje sbírky malířství a sochařství od doby gotické do baroka a uměleckých řemesel již od antiky nizozemského sběratele Fritze Mayera van den Bergha (* 22. dubna 1858, † 4. května 1901), jeho bratra Oscara (1859-1913) a jejich matky Henrietty Isabelly (1838-1920). V současné době patří do svazku městských muzeí města Antverp.

## Historie

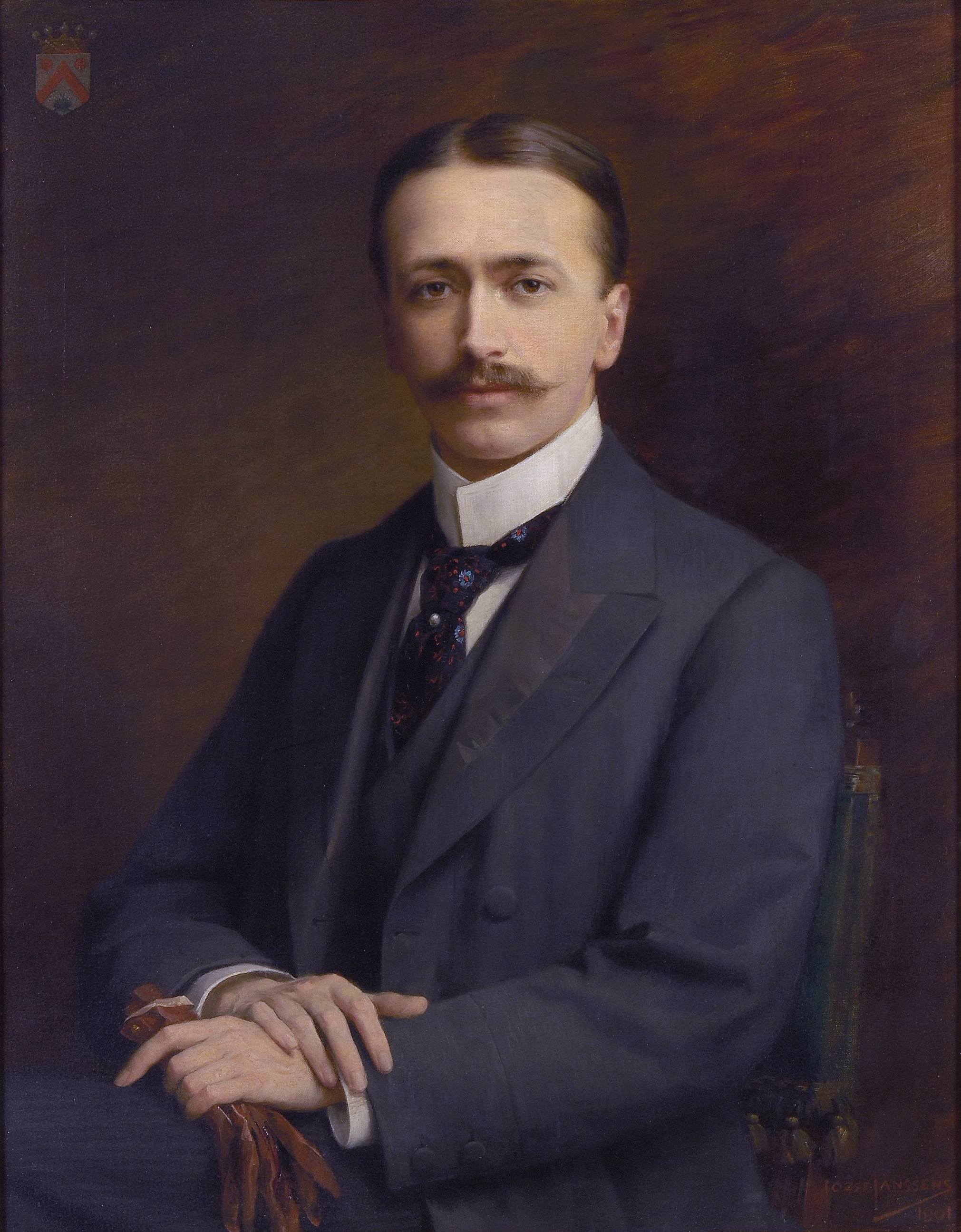
Jozef Janssens: Fritz Mayer van den Bergh

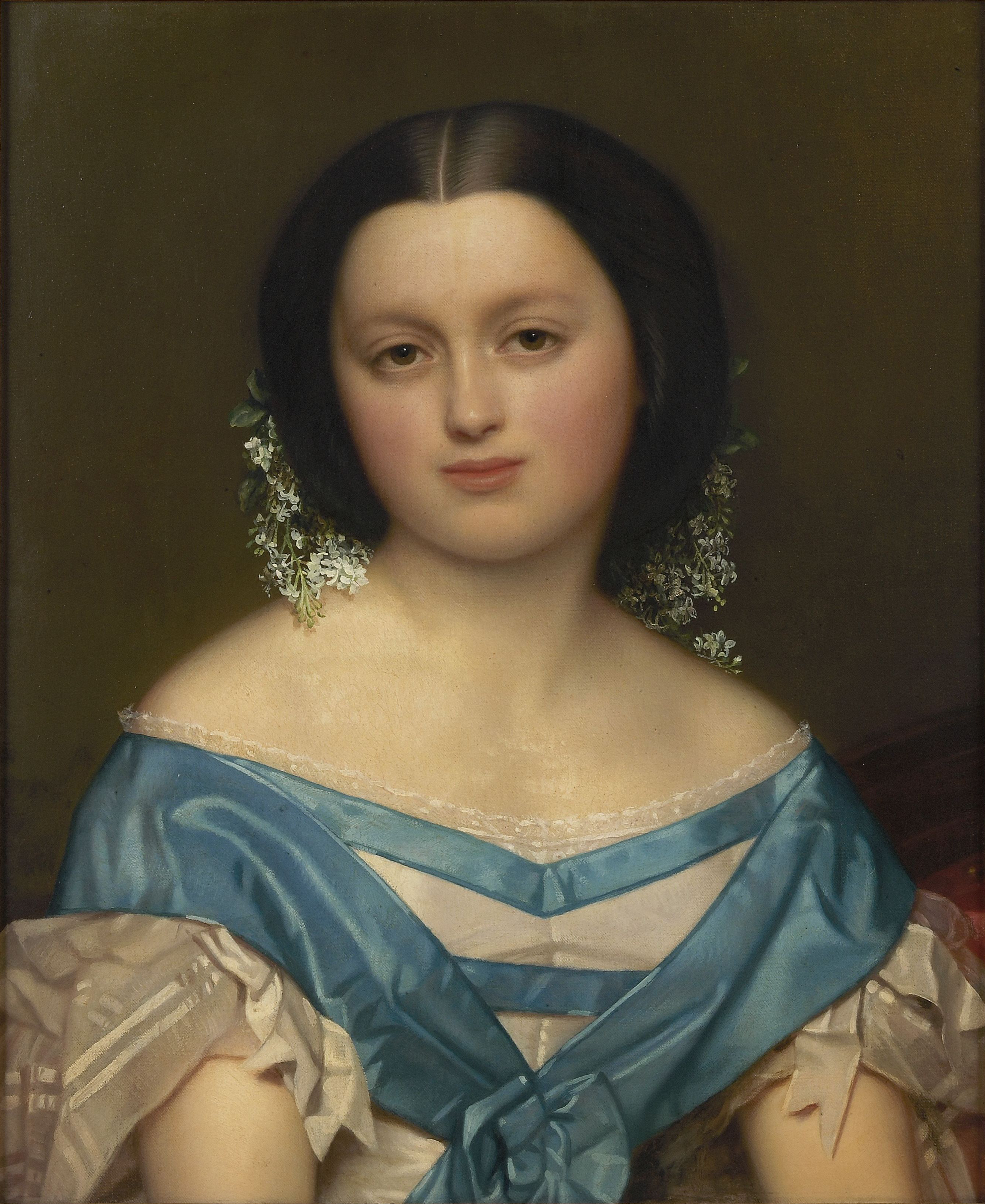
Van Lerius: Henriette Mayer van den Bergh, sběratelova matka

Fritz Mayer van den Bergh (* 22. dubna 1858, † 4. května 1901) se narodil německým rodičům Emilu Mayerovi (1824-1879) a jeho manželce Henriettě van den Bergh (1838-1920). Jeho otec byl úspěšný obchodník s kořením a farmaceutickými výrobky a přenesl svůj byznys z Kolína nad Rýnem do Antverp, kde se rodina zařadila mezi nejvýznamnější představitele aristokracie. Fritz vystudoval filozofii na univerzitě v Gentu, roku 1877 zahájil svou kariéru diplomata a společně s bratrem Oskarem byl již sběratelem starožitností, převážně uměleckých řemesel. Roku 1888 byl povýšen do šlechtického stavu. Zůstal svobodný a žil pro umění, lov a koně. Bydlel se svou matkou jednak v antverpském domě, kde je nyní muzeum, a dále na zámku Pulhof, kde měl stáje a lovecký revír.
Umělecké sbírky v době Fritzovy předčasné smrti čítaly 3092 uměleckých děl a k tomu na 2000 položek numismatické sbírky. Muzeum založila v roce 1904 sběratelova matka Henriette a byla až do své smrti roku 1920 jeho kurátorkou.
Fritz van der Bergh nakupoval svá díla z různých zdrojů, z aukcí i od soukromých sběratelů, něco zdědil. Kolekci nizozemské malby získal od svého přítele Edmonda van Offela a v roce 1898 ze sbírky Carla Micheliho v Paříži. Převažují obrazy nizozemské, vlámské a italské provenience od konce 14. století do poloviny 17. století. K nejvyhledávanějším patří gotické plastiky Jeana de Liège obrazy Pietra Brueghela staršího a mladšího, Hanse Memlinga, Anthonise van Dycka či Jana Gossaerta. Ze sochařské sbírky patří k vzácným komorní gotická plastika francouzské provenience, triptychy ze slonopviny a i mramorové sochy. Dále sbíral renesanční a barokní tapisérie, tkaniny, šperky, vitráže, bronzy od plaket přes drobné plastiky až po hmoždíře, mince a medaile, kresby, středověké iluminované rukopisy a grafiku. Význam sbírky podtrhuje také její instalace v původních interiérech domu van den Berghových, jenž má starožitné zařízení, například obklady renesančních krbů z 15.-16. století, kožené tapety nebo nábytek.

## Galerie

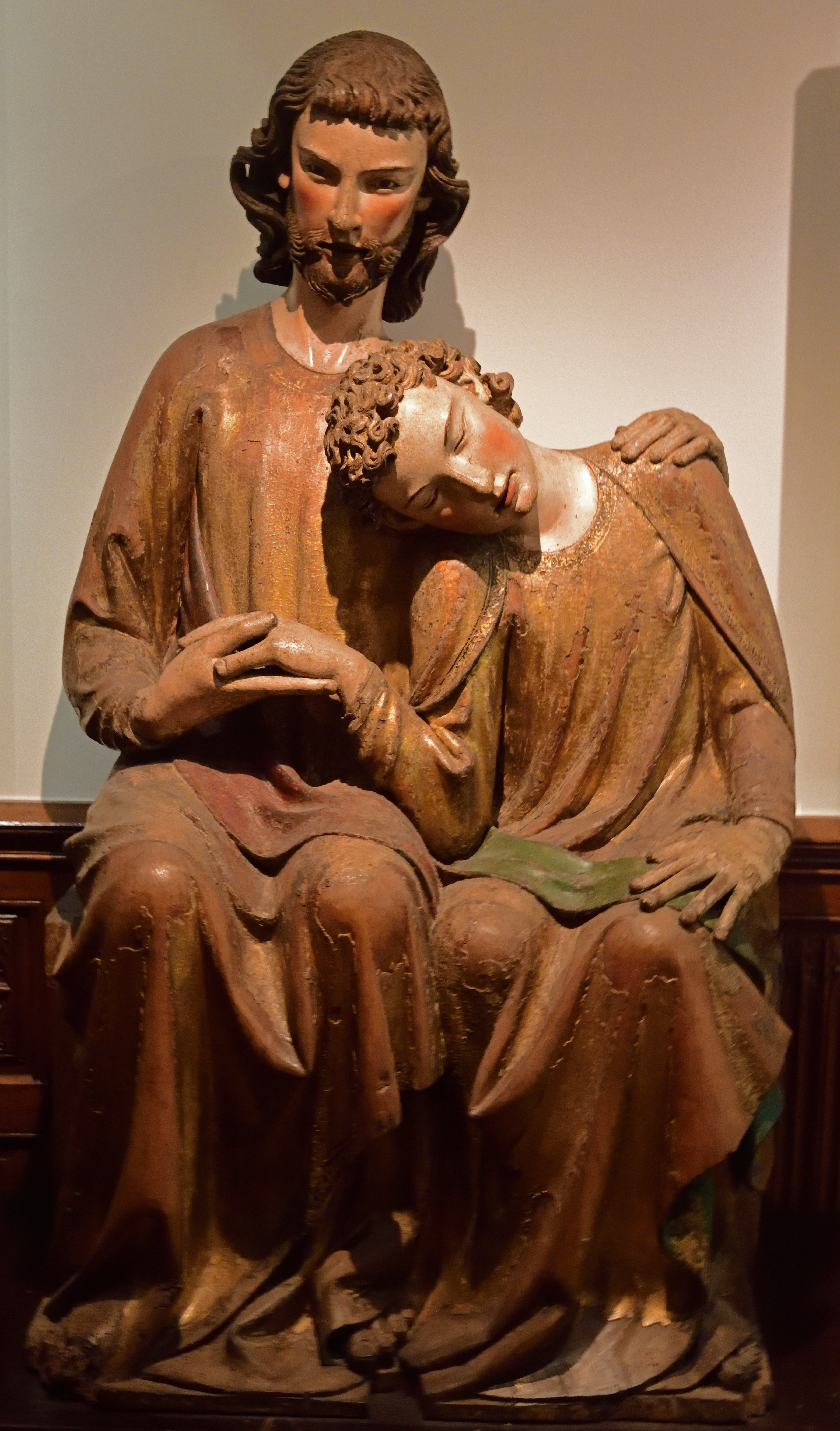
Kristus a sv. Jan Evangelista
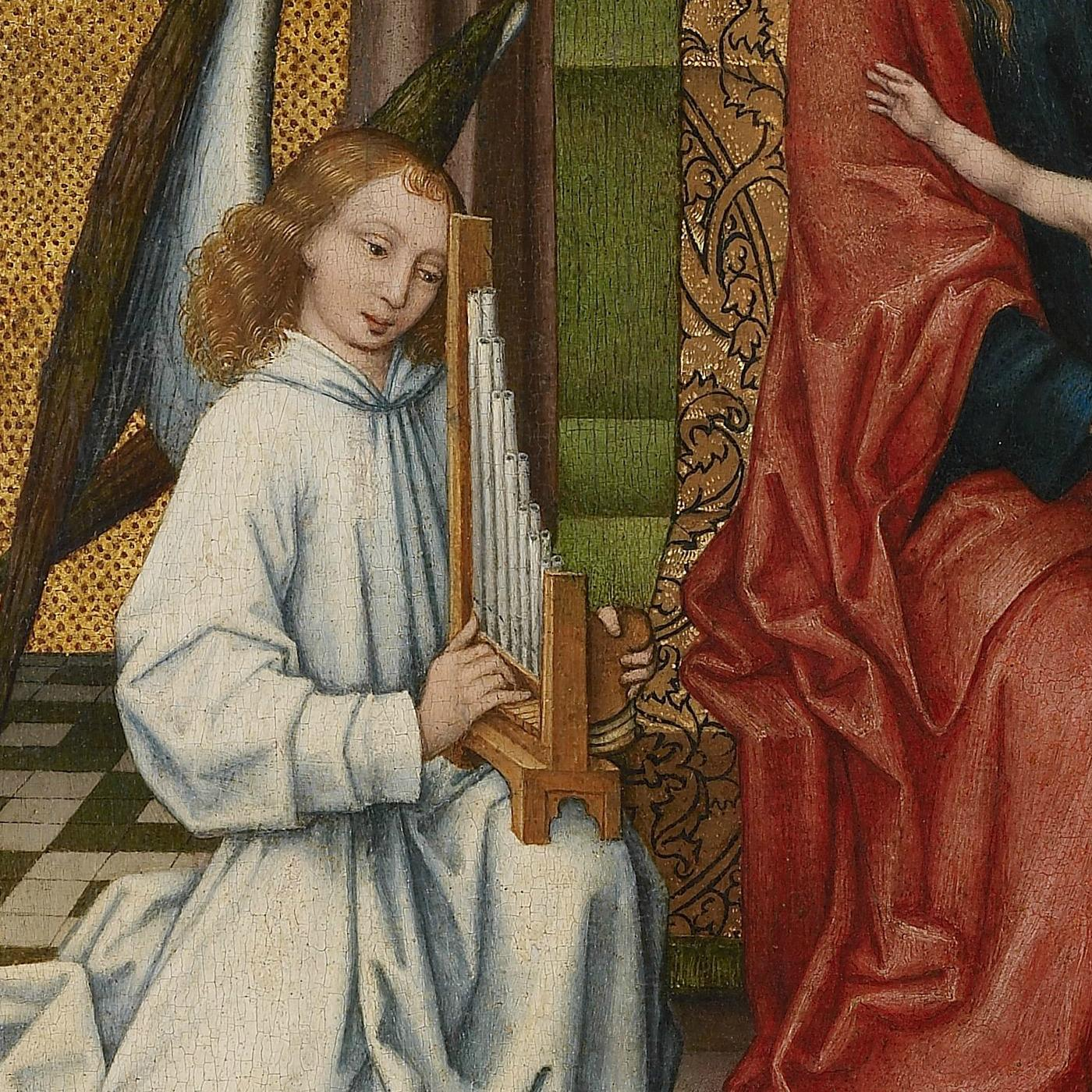
Anděl ze Zvěstování, 14. stol.
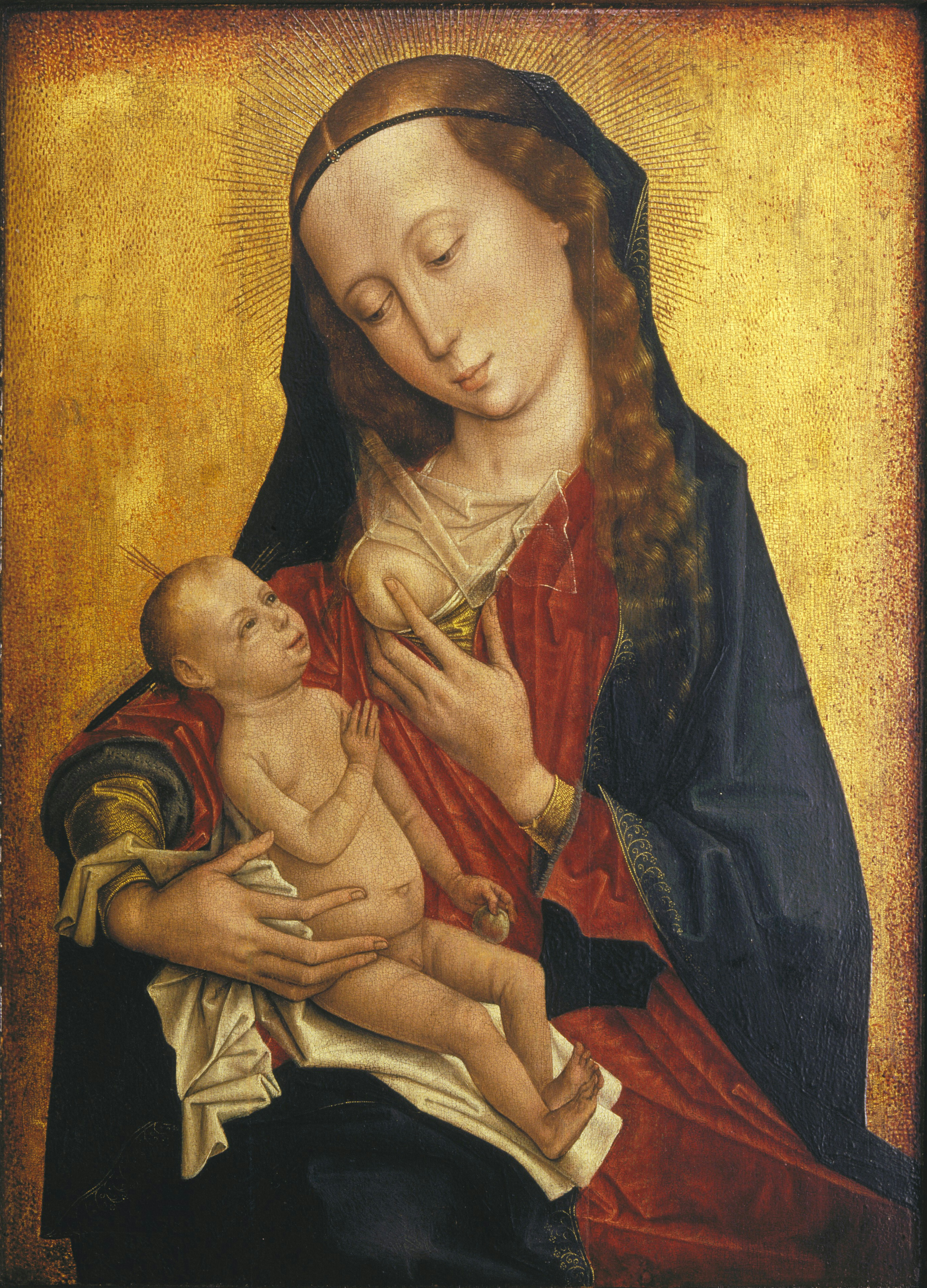
Rogier van der Weyden: Kojící madona
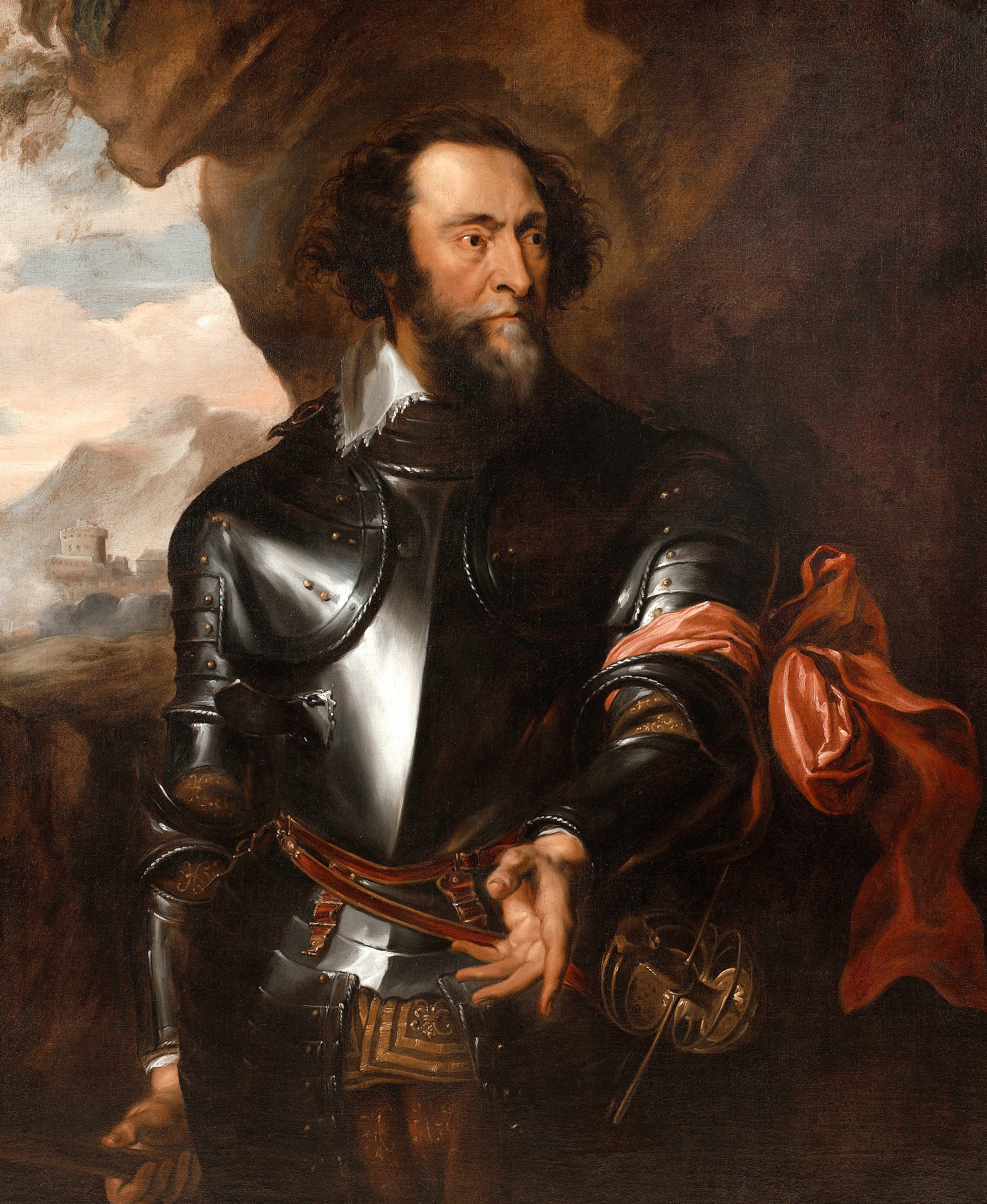
Anton van Dyck: Hendrick Van der Bergh
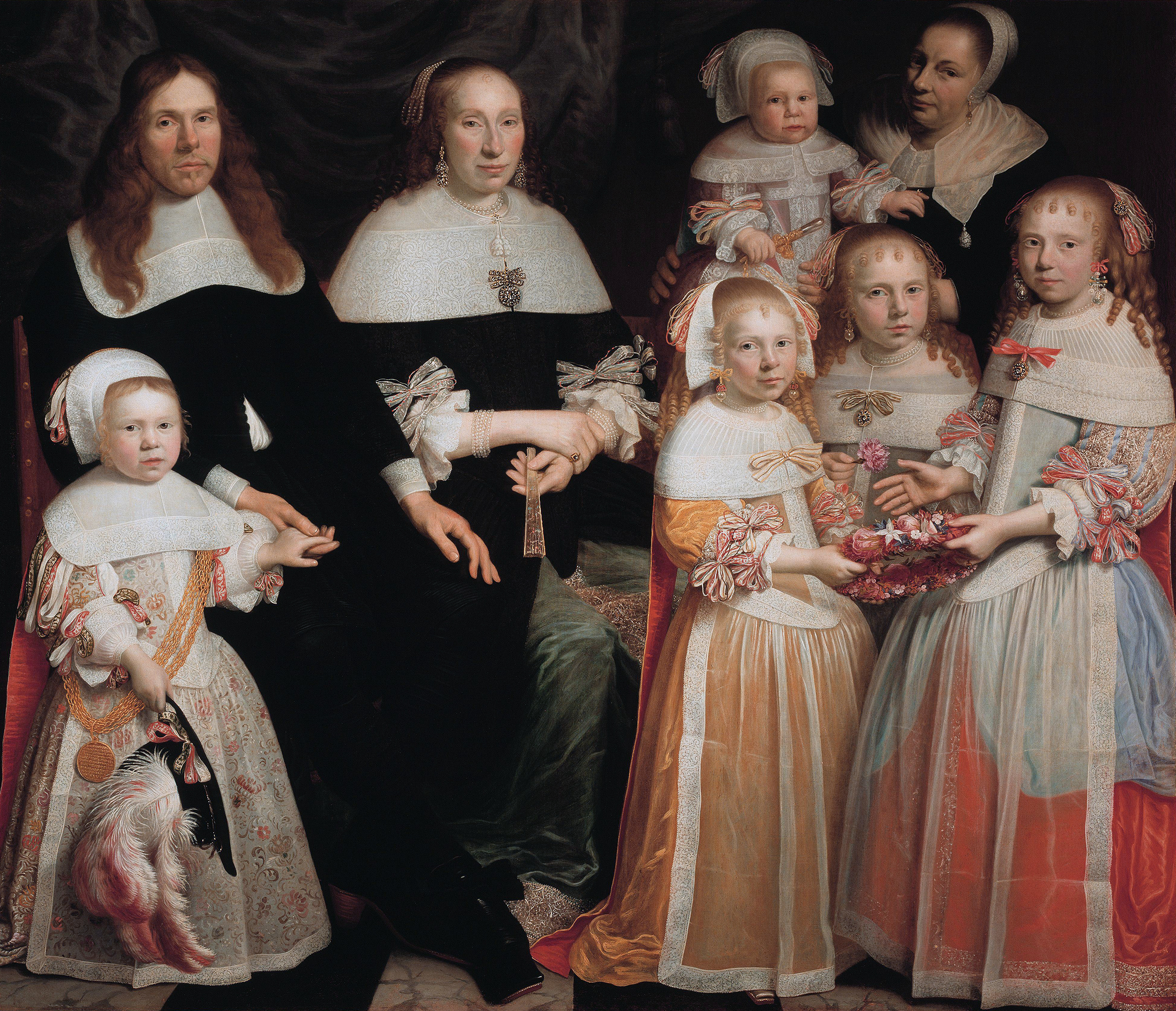
Jan Albertsz Rootius: Rodina Meynderta Soncka
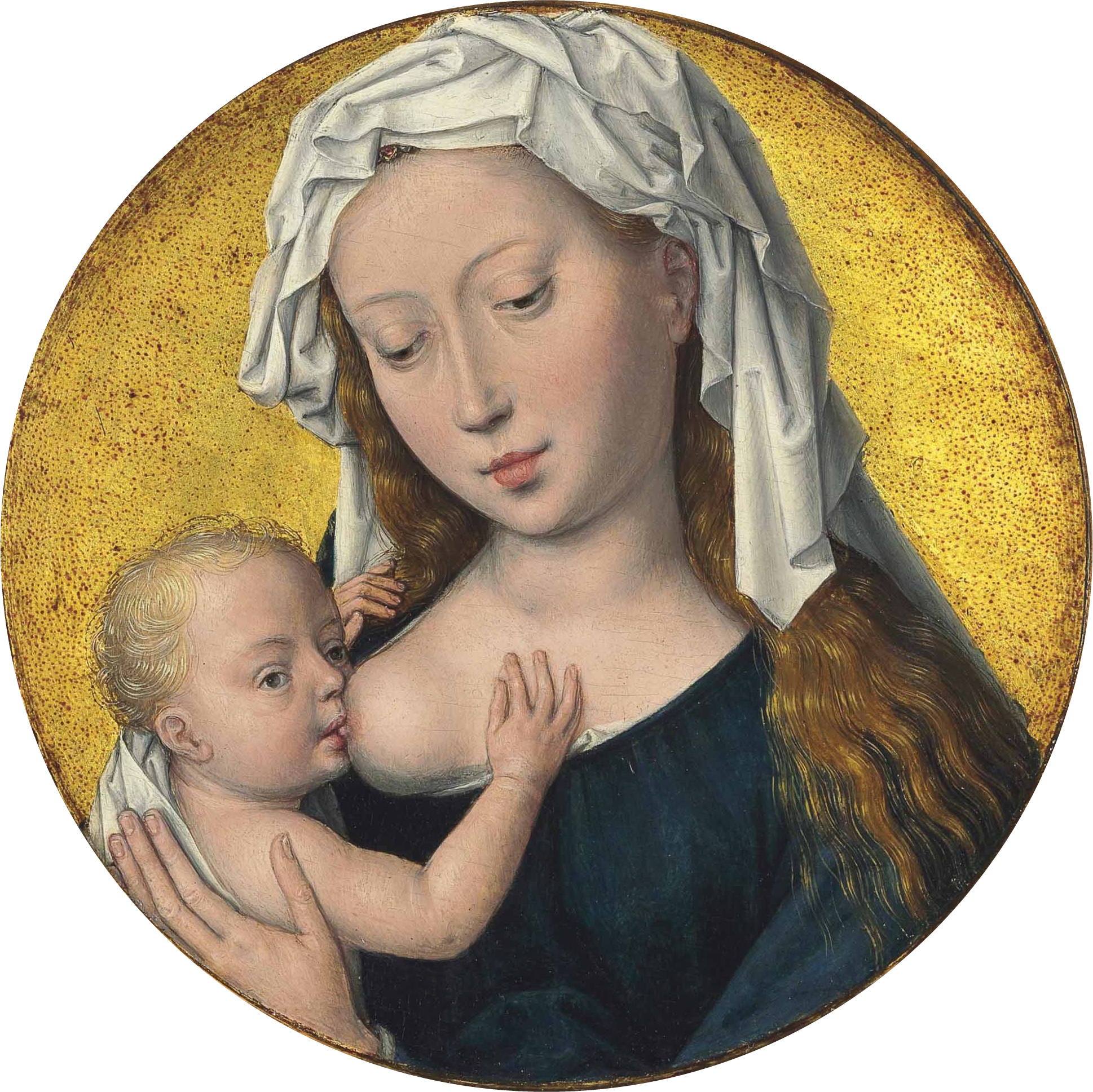
Hans Memling, Madona
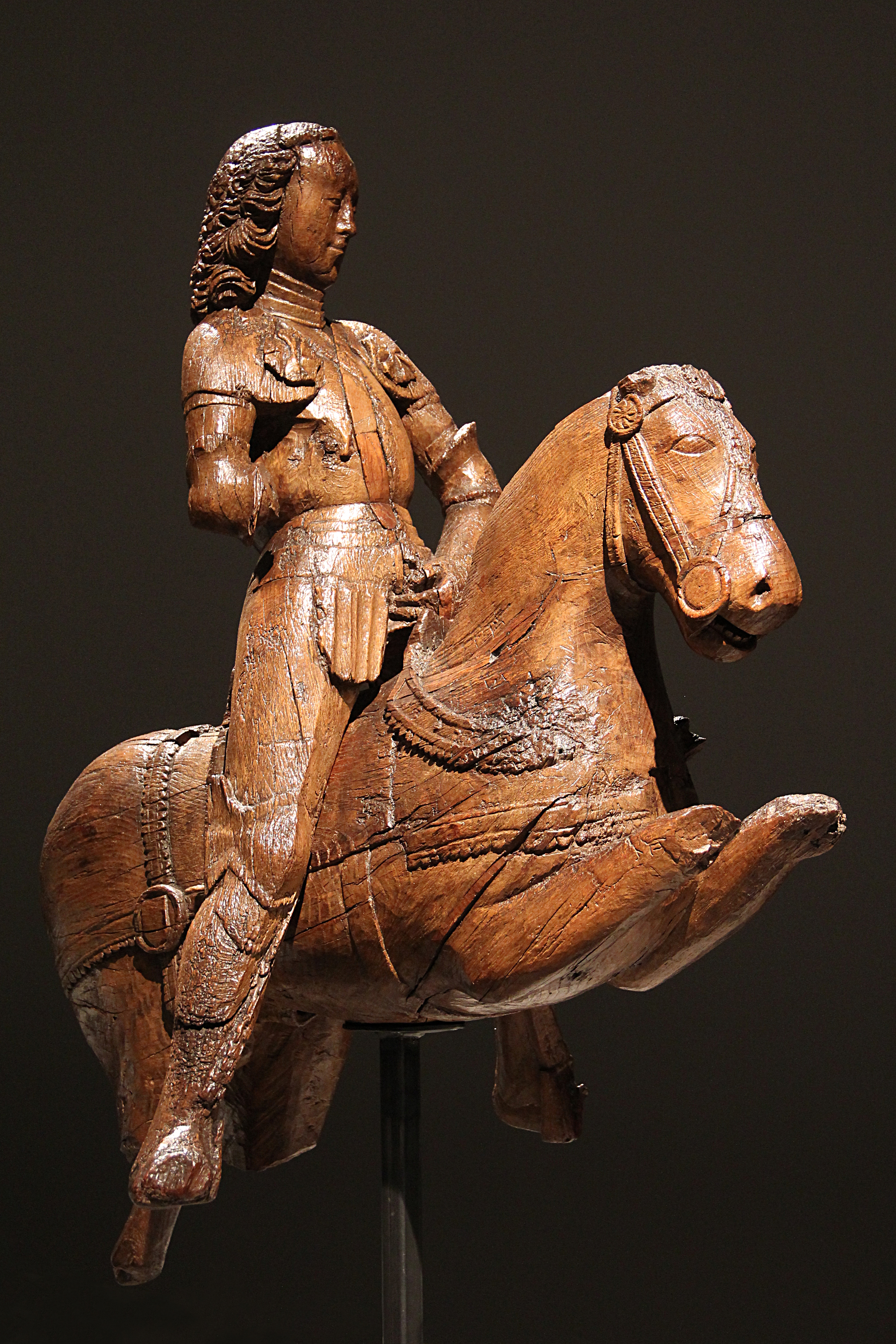
Socha sv. Jiří
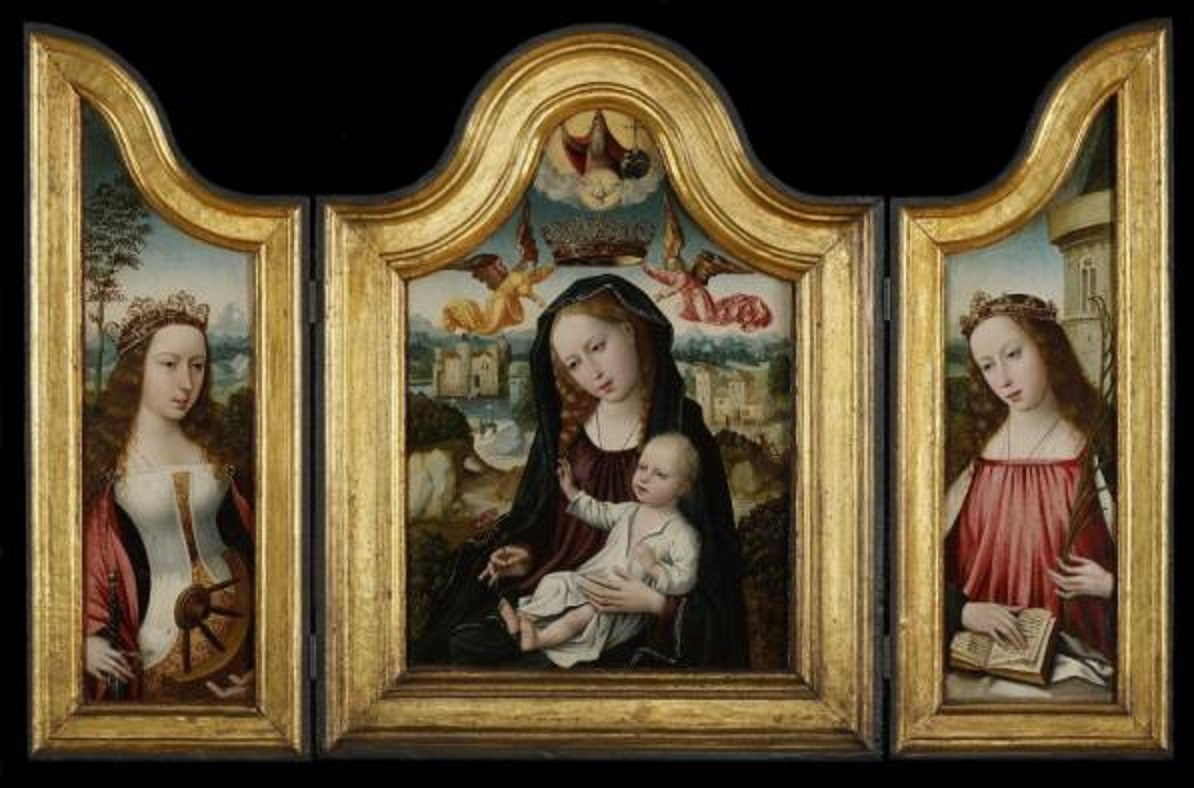
Triptych s Maří Magdalénou
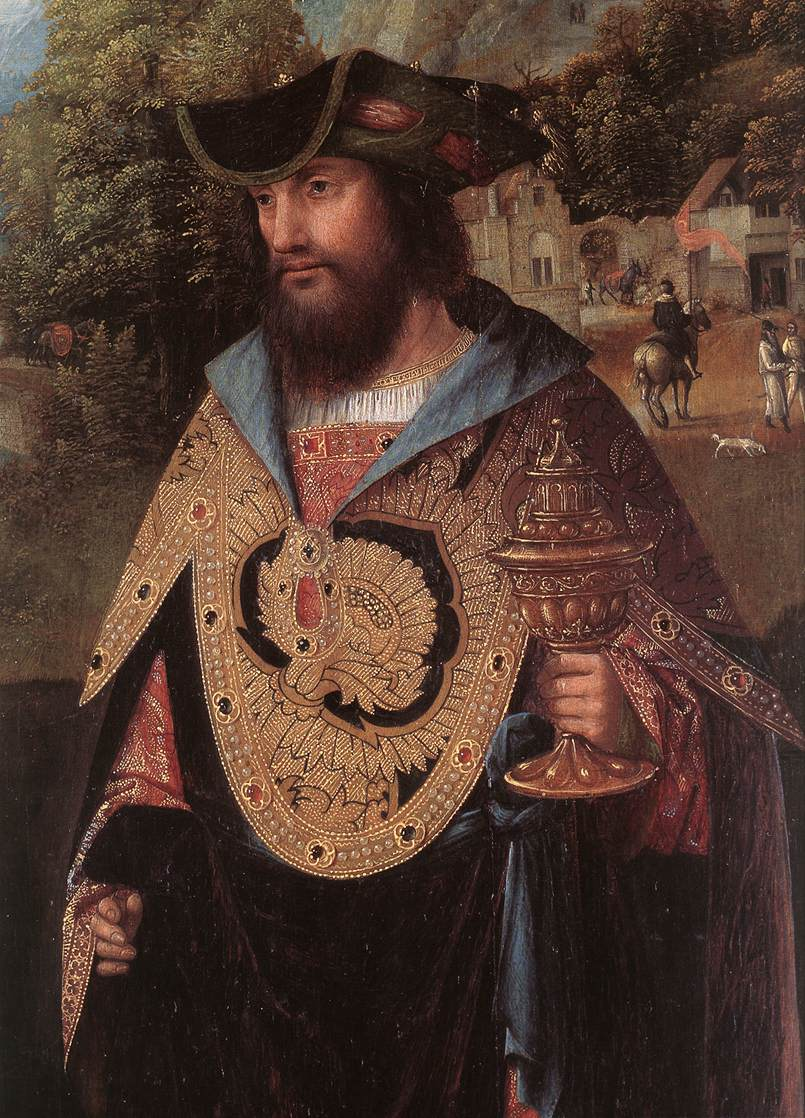
Master z Hoogstraeten: Klanění Tří králů
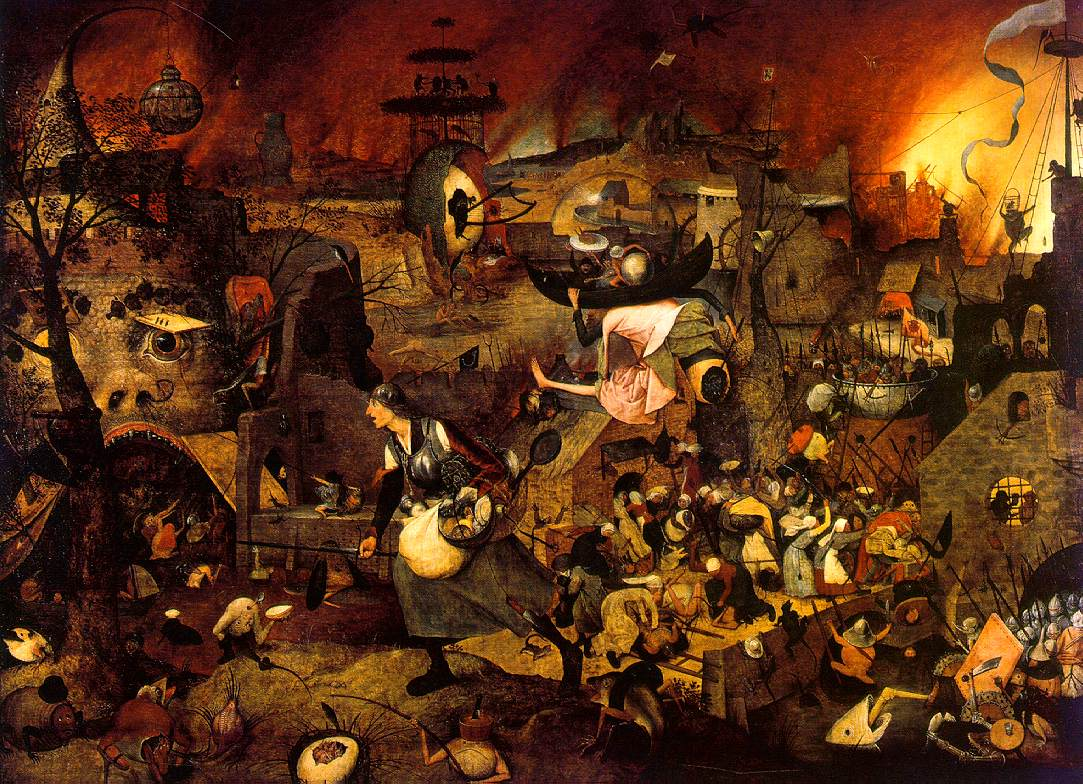
Pieter Brueghel:Bláznivá Margot
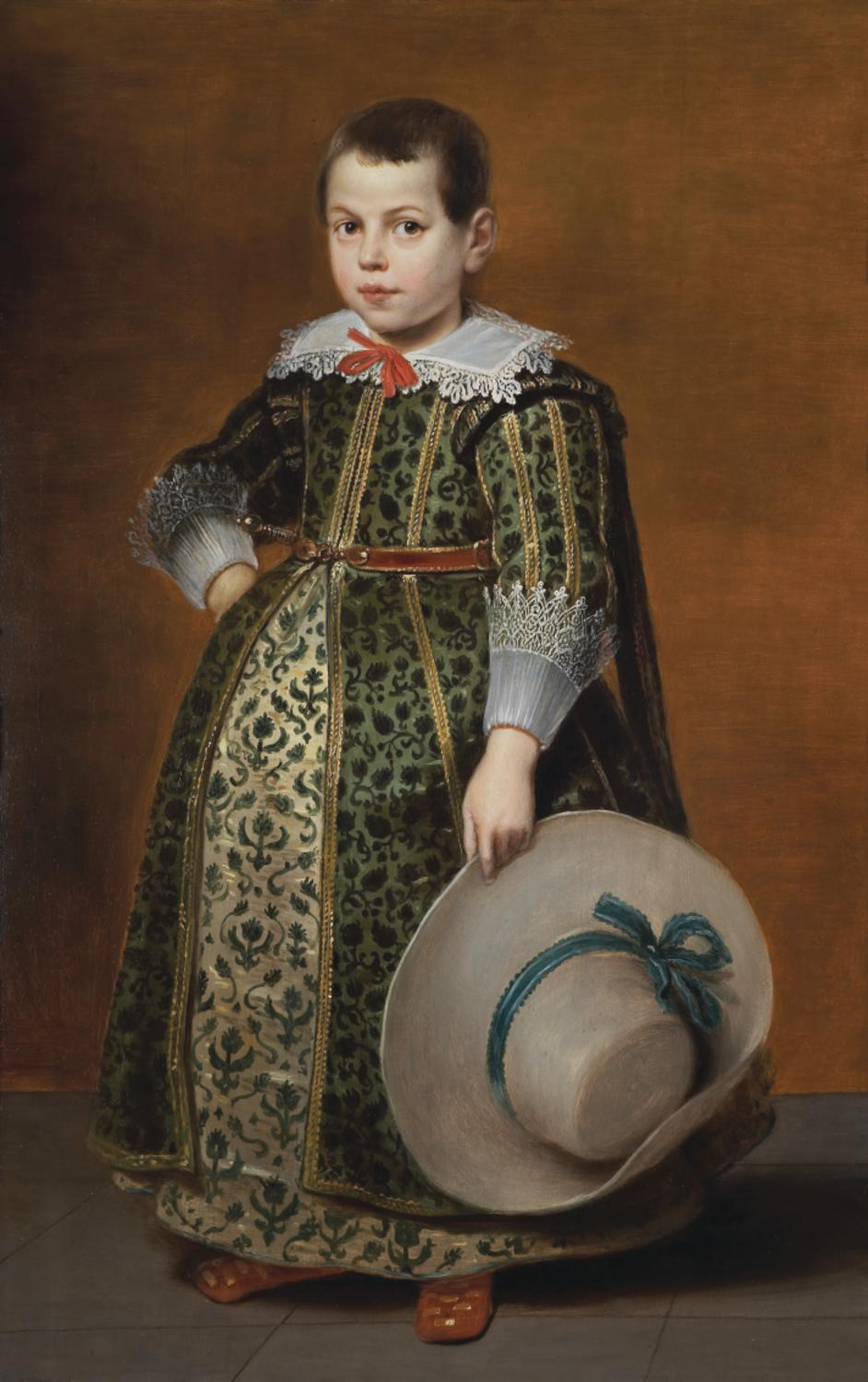
Cornelis de Vos, Portrét Jana Vekemanse